# Langebro
 For alternative betydninger, se Langebro (flertydig). (Se også artikler, som begynder med Langebro)
Langebro er en dobbeltfaget klapbro i København, der forbinder Sjælland og Amager. Broen er tegnet af arkitekt Kaj Gottlob og er indviet i 1954. Broen ejes af Københavns Kommune og har en frihøjde på 7 meter og en sejlvidde på 35 meter.
Da broen blev anlagt, var Sydhavnen tæt besejlet af kulskibe til kulpladserne langs Islands Brygge og til H.C. Ørstedsværket. I takt med at industriaktiviteterne i Sydhavnen er afviklet, er den kommercielle trafik næsten ophørt. I dag åbnes Langebro typisk 3-4 gange om ugen.

## Historie
Den ældste forbindelse fra København til Christianshavn er Knippelsbro, som blev opført 1618-1620. Den havde flere navne bl.a. Langebro.
Navnet Langebro har skabt forvirring om, hvornår vore dages Langebro er anlagt. Det er en populær misforståelse, at den daterer sig til år 1686. Men dokumentet fra 1686 henviser til en reparation af vores dages Knippelsbro, dengang kaldt Langebro.
Den nuværende Langebro daterer sig til 1690, hvor den første bro byggedes på dette sted, mens den første dokumentation af Langebro er senere.

### Træbroerne
For at binde Københavns og Christianhavns befæstning sammen lod Christian 5 i 1690 bygge en træbro. Den var ganske smal og beregnet for gående og ridende militær trafik. Broen gik fra Vester Voldgade til Langebrogade og lå umiddelbart bag voldene.
Den blev gentagne gange udbygget og udskiftet i de kommende 213 år.

### Jern- og betonbroerne
Den øgede trafikmængde og behovet for at føre tog og sporvogne over broen førte i 1903 til etableringen af en svingbro. Broen blev lagt syd for de tidligere træbroer og lå mellem Vester Boulevard (vore dages H.C. Andersens Boulevard) og den dækkede gang på ydersiden af Christianhavns vold (vore dages Amager Boulevard). I de første år gik trafikken fortsat ad Langebrogade – indtil Amager Boulevard blev etableret. Broen havde en statelig overbygning oppe på svingfaget, som åben gav to sejlrender på 22 meter.
Med den tiltagende bilisme var man nødt til at bygge en ny bro i 1930. Den var midlertidig, men det varede hele 25 år, før en ny bro stod klar. Den midlertidige bro var en enkeltfaget klapbro og havde landfæste nord for broen fra 1903 og vores dages Langebro. Den blev udsat for sabotage den 27. marts 1945, da en bombe i en togvogn blev detoneret på broen.
Den nuværende bro tegnet af arkitekt Kaj Gottlob blev indviet i 1954. Broen var todelt, idet biler og sporvogne førtes over den dobbeltfagede klapbro, mens jernbanen lå på en separat dobbeltfaget svingbro lige syd for hovedbroen. Arkitekt Kaj Gottlob havde ønsket to markante højhuse i forbindelse med broen; kun det ene blev realiseret, Hotel Europa (i dag Danhostel Copenhagen City).
Da jernbanetrafikken til Islands Brygge blev indstillet i 1990'erne, blev jernbanebroen afmonteret, og i dag findes alene de gamle brofagsfundamenter i havnebassinet. Det vestligste bruges til landgang for vandtaxaen Flyvefisken.
Den 23. januar 2012 blev Langebros og Knippelsbros ejerskab overført fra By og Havn til Københavns Kommune, som i samme anledning offentliggjorde en ny politik for broåbninger i Københavns Havn.
I 2019 blev det opdaget, at en konstruktionsfejl fra opførelsen havde medført flere års nedsivning af regnvand, så dele af broens betonstruktur havde taget skade. Der blev sat gang i reparationer året efter for at forhindre yderligere nedsivninger. Fra 2021 til 2025 skal der desuden foretages en gennemgribende renovering af betonen. Endelig skal den ene broklap, der er skæv, genoprettes senest i 2029. Det anslås at den samlede renovering vil komme til at koste 307 mio. kr. Til sammenligning vil en ny bro koste ca. 1,3 mia. kr.

## Trafikbetjening
Den første Langebro betjente alene gående og ridende, men var for smal til hestevogne. Senere broer tillod først hestevogne i ét spor, og siden blev broen udvidet, så hestevogne kunne passere hinanden på broen.
I 1903 blev cykeltrafikken, herunder ladcykeltrafik, suppleret med jernbane og sporvogntrafik. Fra 1954 blev jernbanen flyttet til en separat bro, og fra 1972 ophørte sporvognstrafikken. Biltrafikken blev dominerende.
Fra 1954 har der gået veje under broen både på Kalvebod og Islands Brygge, så nord- og sydgående trafik kan komme under broen.

### Skibstrafik
Den første træbro kunne ikke åbnes og blokerede for skibstrafikken, men kritikken var så stor, at der hurtigt blev indført en broåbning som muliggjorde gennemsejling.
Gennemsejlingsbredden er blevet udvidet ved hver enkelt udskiftning af broen. I dag er den 35 meter.
Hvor skibstrafikken først i 1900-tallet fordrede flere broåbninger hver time, er trafikken i dag faldet, og broen åbnes kun få gange om ugen.

### Lille Langebro
Fra 2019 er cykel og forgængerbroen Lille Langebro taget i anvendelse. Den krydser havnen nord for Langebro, nogenlunde ved forløbet af de første træbroer.

## Langebro i kunst og kultur
Langebro ses i C.W. Eckersbergs billede fra 1836 Langebro i måneskin med løbende figurer.
I 1995 udgav Gyldendal en roman af Bjarne Reuter med titlen Langebro med løbende figurer.
Gasolin' indspillede på gruppens første album sangen "Langebro", som handler om skæbner set på broen.

## Galleri
- Langebro brotårn, set fra sydøst
- Langebro brotårn, set fra øst-sydøst